# Bristol Blenheim
Bristol Blenheim byl britský dvoumotorový lehký bombardér, bojově nasazený v prvních letech druhé světové války. Byl využíván i jako noční stíhací a bitevní (v modifikaci Blenheim IF a Blenheim IVF; menší množství letounů bylo pro tuto službu dodatečně modifikováno).
Blenheim byl jedním z prvních britských letounů s celokovovou samonosnou konstrukcí, zatahovacím podvozkem, vztlakovými klapkami, motoricky poháněnou střeleckou věží a stavitelnými vrtulemi. První verze Mk.I, zaváděná do služby RAF na jaře 1937, byla rychlejší než většina jejích tehdejších stíhacích dvouplošníků. Kvůli rychlému vývoji v letectví se však Blenheim brzy stal zranitelným při denním nasazení, i když prokázal své kvality jako noční stíhačka. Bristol Blenheim byl před válkou exportován do několika zemí a licenčně se vyráběl v Kanadě, Jugoslávii a Finsku.

## Vývoj
Počátky vývoje letadla Bristol Blenheim spadají do let 1933 až 1935, kdy byl vyvinut civilní dvoumotorový dopravní letoun pro šest cestujících Bristol Type 142. Impuls k jeho vývoji vzešel od tiskového magnáta Harolda Harmswortha, který letecké výrobce vyzval k vývoji nejrychlejšího dopravního letounu. První let prototypu Britain First se uskutečnil 12. dubna 1935 na letišti ve Filtonu. Výkony nového letounu zaujaly britské Ministerstvo letectví, které zadalo společnosti Bristol výrobu 150 letounů vojenské verze označené Bristol Type 142M.
Prototyp vojenské verze byl zalétán 26. června 1936 a předán do Výzkumného ústavu letadel a výzbroje v Martlesham Heath. Od Typu 142 se odlišoval pohonnými jednotkami Mercury, zvýšenou rovinou křídla umožňující vytvoření pumovnice, instalací zpola zasunovatelné střelecké věže na hřbetě trupu, zvětšeným rozpětím křídla a vyšším posazením vodorovných ocasních ploch. Nové stroje měly sloužit jako lehké bombardéry.
Koncem roku 1936 již začala sériová výroba tohoto typu se vzduchem chlazenými hvězdicovými devítiválci Bristol Mercury VIII, která nesla označení Bristol Blenheim Mk.I. Výzbroj byla tvořena pevným kulometem Vickers K ráže 7,7 mm a jedním pohyblivým kulometem Lewis stejné ráže ve vysunovací hřbetní věži Bristol B Mk.I. Zájem vlád Finska, Turecka a Jugoslávie o Blenheim Mk.I vedl k zahájení licenční výroby u firmy Avro v Chaddertonu (250 kusů) a Rootes Securities ve Speke (422 strojů).

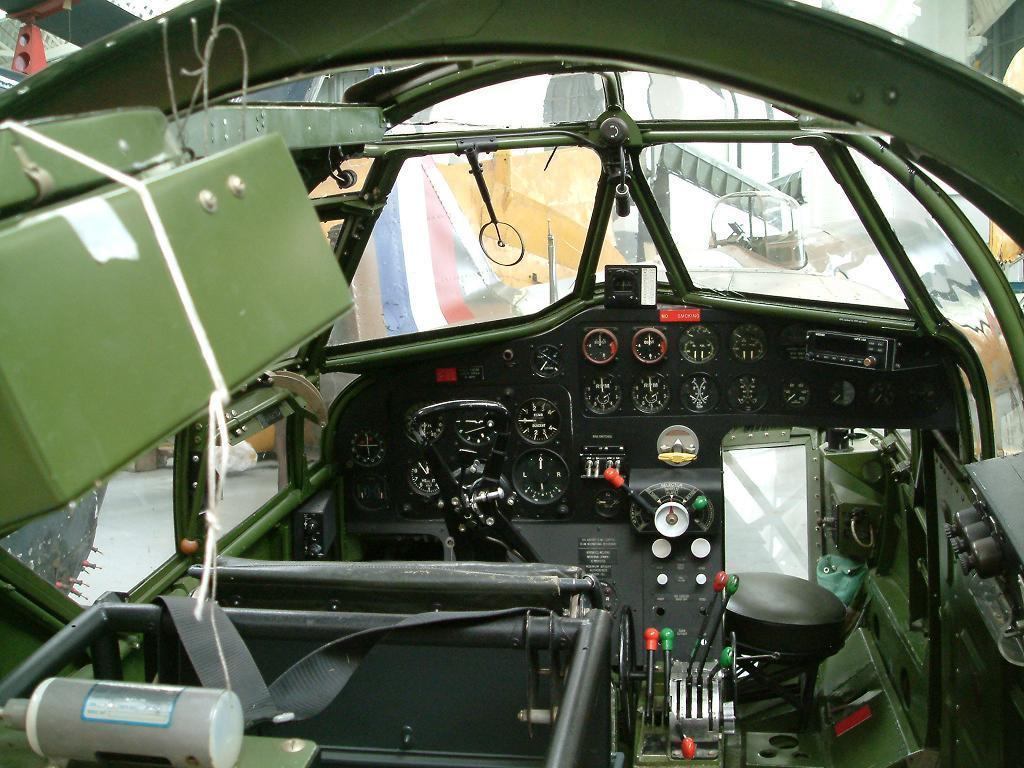
Kokpit letounu Bristol Bolingbroke Mk.IV T

První dva Blenheimy Mk.I z osmnácti objednaných letadel (BL-104 až BL-121) dorazily do Finska v červenci 1937, poslední z této série o rok později. Po útoku sovětských vojsk na Finsko dodala společnost Bristol dalších 12 Blenheimů Mk.IV a počátkem roku 1940 dalších dvanáct Blenheimů Mk.I (BL-134 až BL-145). Přerušenou sériovou licenční výrobu Blenheimů v domácí firmě Lentokonetehdas v Tampere se podařilo znovu rozběhnout až v létě roku 1941. Do prosince bylo dokončeno 15 strojů (BL-146 až BL-160).
Do listopadu 1943 bylo ve Finsku postaveno dalších 30 Blenheimů (BL-161 až BL-190) a do dubna 1944 v poslední sérii deset Mk.IV s prodlouženou přídí. Při stavbě posledních dvou sérií už Finové využili polotovary, ale i celé trupy a křídla, které Němci ukořistili v jugoslávské výrobně Ikarus.

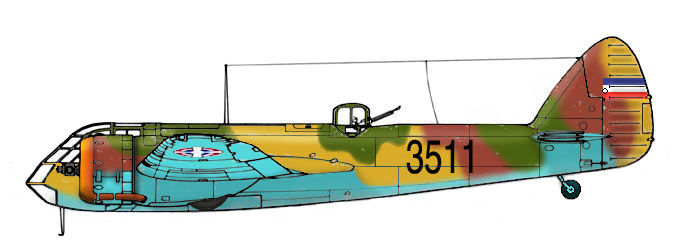
Bristol Blenheim Mk.I (3511), Jugoslávské královské letectvo

Do Jugoslávie bylo dodáno dvaadvacet Blenheimů, dalších čtyřicet bylo vyrobeno licenčně v závodě Ikarus. Po porážce Jugoslávie převzalo některé z těchto letounů samostatné Chorvatsko.
Bristol Blenheim obdrželo rovněž Turecko v počtu 30 strojů, dalších 35 převzalo Rumunsko.
Modernizované typy Bristol Blenheim Mk.II a Blenheim Mk.III. však zůstaly v prototypech.
Roku 1937 vznikl prototyp verze Bristol Blenheim Mk.IV., která byla prodloužena o 0,91 m a do křídla byly zabudovány další přídavné nádrže. Sériové stroje poháněla dvojice motorů Bristol Mercury XV se vzletovým výkonem 666 kW. Uplatněny byly také nové modifikace otočné střelecké věže, nejdříve s jedním, později se dvěma kulomety Vickers K resp. Browning Mk.II ráže 7,7 mm. V prosklení přídě byl někdy instalován další pohyblivý kulomet Vickers K.
Británie na začátku války postrádala noční stíhačku, která by byla schopna nést nově vyvinutý radar pro letadla AI Mk.II a III, a tak bylo rozhodnuto, že k tomuto účelu budou použity právě Blenheimy. K přestavbě bombardérů na noční stíhačky Bristol Blenheim Mk.IF (cca 200 strojů) a Mk.IVF došlo v roce 1938 a již od podzimu 1939 začaly napadat tyto stroje cíle v kontinentální Evropě. Kromě vybavení radarem doznala změn také hlavňová výzbroj. Pod trup přibyl plochý kontejner vyráběný v železničních dílnách Southern Railway v Ashfordu, obsahující baterii čtyř kulometů Browning ráže 7,7 mm. Před příchodem modernějších a specializovaných Beaufighterů, jež Blenheimy plně nahradily v květnu 1941, tak měly Blehneimy velký podíl na potírání německé noční ofenzívy.

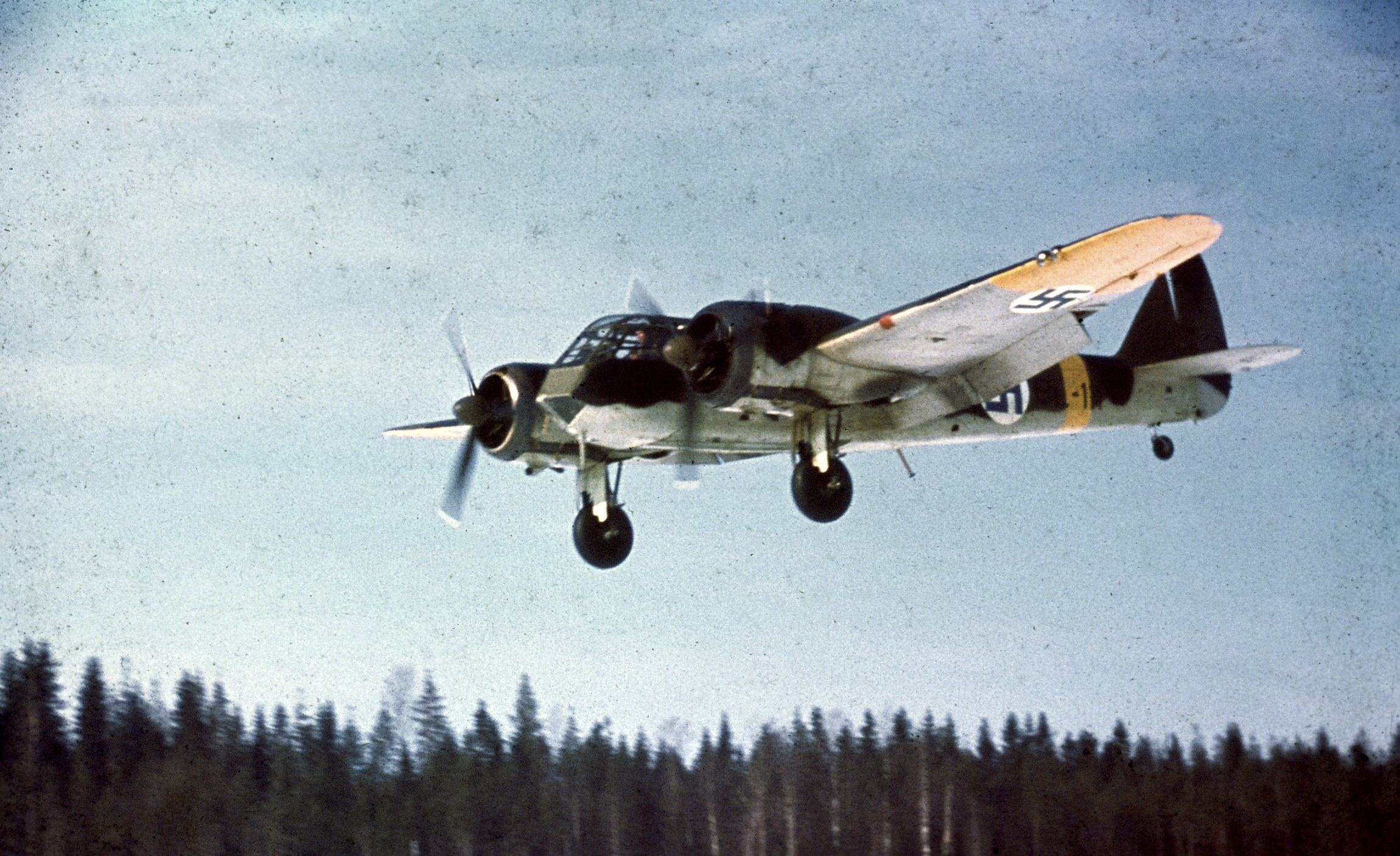
Přistávající finský Blenheim Mk.I na letišti Luonetjärvi, březen 1944

V roce 1941 vzlétlo několik prototypů a předsériových strojů s označením Bristol Type 160, předchůdců verze Bristol Blenheim Mk.V. Mk.V měl pozměněnou příď, jejíž levá část byla prosklená, neprosklená pravá část přecházela do podtrupové vany vybavené v zadní části dvěma kulomety. Hřbet trupu nesl motorem ovládanou střeleckou věž Bristol B Mk.X vybavenou dvojicí kulometů Browning ráže 7,7 mm. Chladiče oleje byly přemístěny do křídla, podvozek letadla byl zesílen a obdržel pozměněné kryty. Celková produkce tohoto typu, dodávaného od roku 1942, dosáhla počtu 942 kusů vyrobených firmou Rootes Ltd. v závodech Blyth Bridge ve Staffordshiru.
Licenční stavba Bristolů Blenheim Mk.I probíhala od druhého pololetí roku 1939 také v Kanadě ve firmě Fairchild Aircraft Ltd. v Longueil, kde dostaly bojové jméno Bolingbroke Mk.I, později rovněž Bolingbroke Mk.IV v několika subverzích. Bolingbroke Mk.IV T byla cvičná verze určená pro výcvikové programy.

## Bojové nasazení

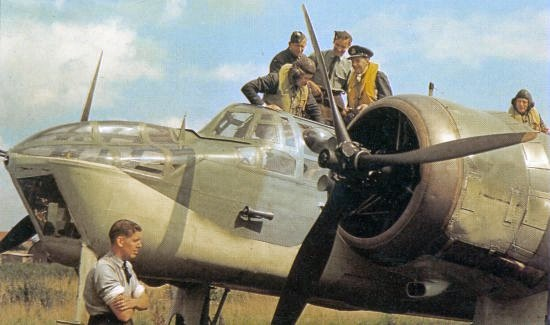
Bristol Blenheim Mark IV YH-L V6436 z 21. squadrony, 18. srpna 1941

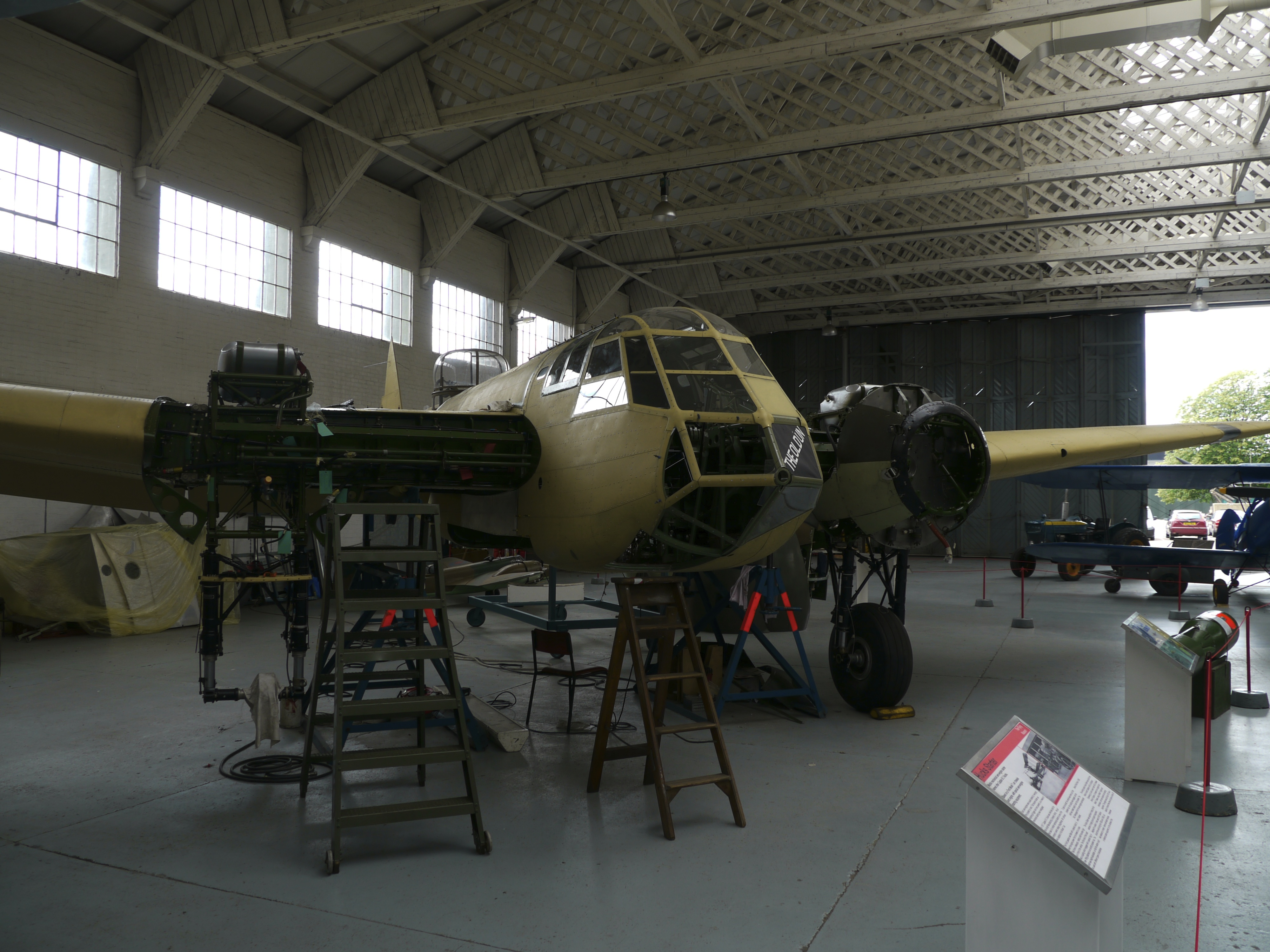
Rekonstrukce letounu Blenheim Mk.I (G-BPIV) v Duxfordu. Drak je použit z letounu Bolingbroke Mk.IV T a příď ze stroje Blenheim Mk.I

Prvním útvarem RAF plně přezbrojeným na Blenheim Mk.I se stala v dubnu 1937 114. peruť se sídlem ve Wytonu. Další stroje byly přiděleny perutím č. 90, 139, 144, 44, 110 a 30. peruti, působící z irácké základny Habbaniya. Ještě během roku 1938 Blenheimy získalo dalších devět perutí a v zámoří 11. peruť, která se přesunula z Indie do Singapuru.
Letouny Blenheim Mk.IF sloužily improvizovaně jako noční stíhačky, které zahájily řadovou službu v prosinci 1938 u 25. peruti. Jako další převzaly stroje Mk.IF 29., 141., 601. a 604. peruť.
První operační let RAF druhé světové války provedl Bristol Blenheim Mk.IV (č. N6215) 139. perutě 3. září 1939. Místo pilota zaujal Flying Officer A. McPherson, střeleckou věž obsadil radiotelegrafista a střelec Corporal V. Arrowsmith a třetím členem byl námořní důstojník Cdr. Thompson, který měl za úkol zjistit složení a pohyb německé válečné floty ve Wilhelmshavenu. Thompson pořídil 75 leteckých snímků se kterými se osádka navrátila na letiště Wyton v Cambridgeshiru. 4. září 1939 se vydalo 15 Blenheimů spolu s letouny Vickers Wellington na tuto flotu zaútočit. Pumy s chybně nastavenými zapalovači nevybuchly, navíc se pět Blenheimů do Británie nevrátilo. Útok na německé válečné lodě 4. září se však stal první ozbrojenou akcí RAF proti nepříteli po vyhlášení války.
Finové s Blenheimy nejprve vzdorovali SSSR, v roce 1944 se však s nimi postavili proti Němcům. Naposledy na bývalé spojence piloti finských Blenheimů zaútočili 13. března 1945.
Z celkem 97 finských Blenheimů přečkalo válku 37 strojů. Sloužily v Lentorykmentti 4 až do září 1948, kdy Finsko v souladu se závěry Pařížské mírové konference zrušilo všechna bombardovací letadla. V roce 1951 bylo tedy pět strojů upraveno na vlekání terčů. Poslední finský Blenheim Mk.IV (BL-199) dolétal 20. května 1958.

## Výskyt v kultuře
V roce 2025 se v Duxfordu nacházel poslední letuschopný exemplář, kterým je v Kanadě postavený Bristol Bolingbroke Mk IVT (sériové číslo 10201, G-BPIV). Letoun byl využit při natáčení válečného filmu Dunkirk (režisér Christopher Nolan, premiéra 2017).

## Specifikace

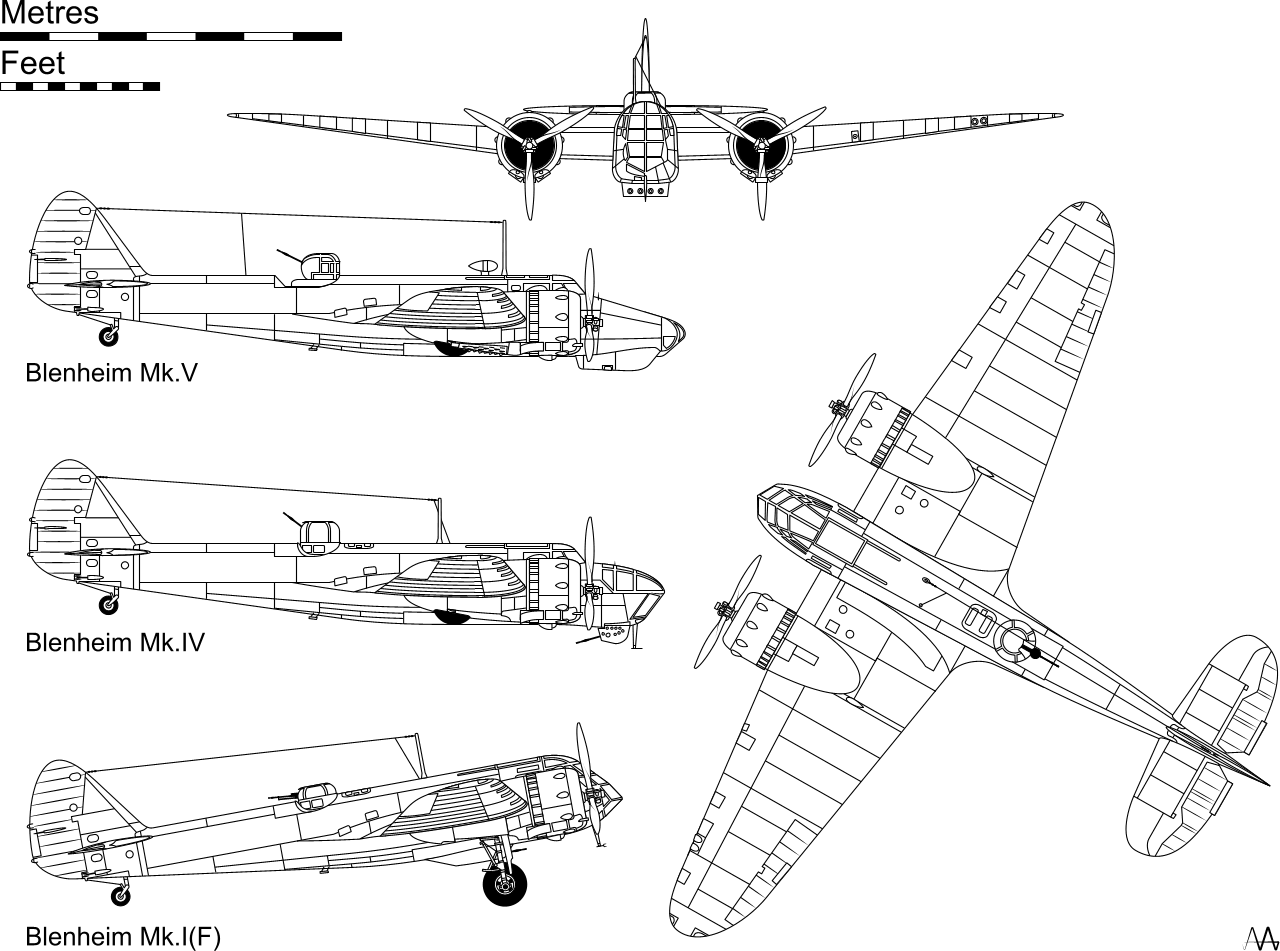
Nákres

### Technické údaje
- Posádka: 3
- Rozpětí křídel: 17,17 m
- Délka: 12,12 m
- Výška: 3,05 m
- Nosná plocha: 43,57 m²
- Hmotnost: 3674 kg, Mk.IV 4441 kg
- Vzletová hmotnost: 5 670 kg, Mk.IV 6 532 kg
- Pohonná jednotka: Mk I: 2 × Bristol Mercury VIII, později Mk IV: 2 × Bristol Mercury XV
- Výkon pohonné jednotky: 840 k, později 995 k

### Výkony
- Maximální rychlost: 426 km/h
- Stoupavost: 7,62 m/s
- Dostup: 8 315 m
- Dolet: Mk I: 1801 km, Mk IV: 2350 km

### Výzbroj
- 1 × kulomet Vickers K ráže 7,7 mm
- 2 × kulomet Browning ráže 7,7 mm ve věži
- 2 × kulomet Browning ráže 7,7 mm pod přídí
  - u typu Mk IV. ještě 4 x kulomet Browning ráže 7,7 mm pod trupem
- 4 × puma o hmotnosti 113 kg, 2 × puma o hmotnosti 227 kg